# سوزانا رودريغيز
سوزانا رودريغيز (بالإسبانية: Susana Rodríguez)‏ هي فنانة مكسيكية، ولدت في 1980 في غوادالاخارا في المكسيك.